# Xã Ripley, Quận Rush, Indiana
Xã Ripley (tiếng Anh: Ripley Township) là một xã thuộc quận Rush, tiểu bang Indiana, Hoa Kỳ. Năm 2010, dân số của xã này là 2.156 người.